# Micrurapteryx fumosella
Micrurapteryx fumosella là một loài bướm đêm thuộc họ Gracillariidae. Nó được tìm thấy ở Kyrgyzstan.
Ấu trùng ăn Astragalus species (bao gồm Astragalus alpinus), Melilotus species (bao gồm Melilotus alba), Trifolium species (bao gồm Trifolium pratense) và Vicia species (bao gồm Vicia cracca). Chúng ăn lá nơi chúng làm tổ.Tổ có dạng đốm.